# Marcus Engert

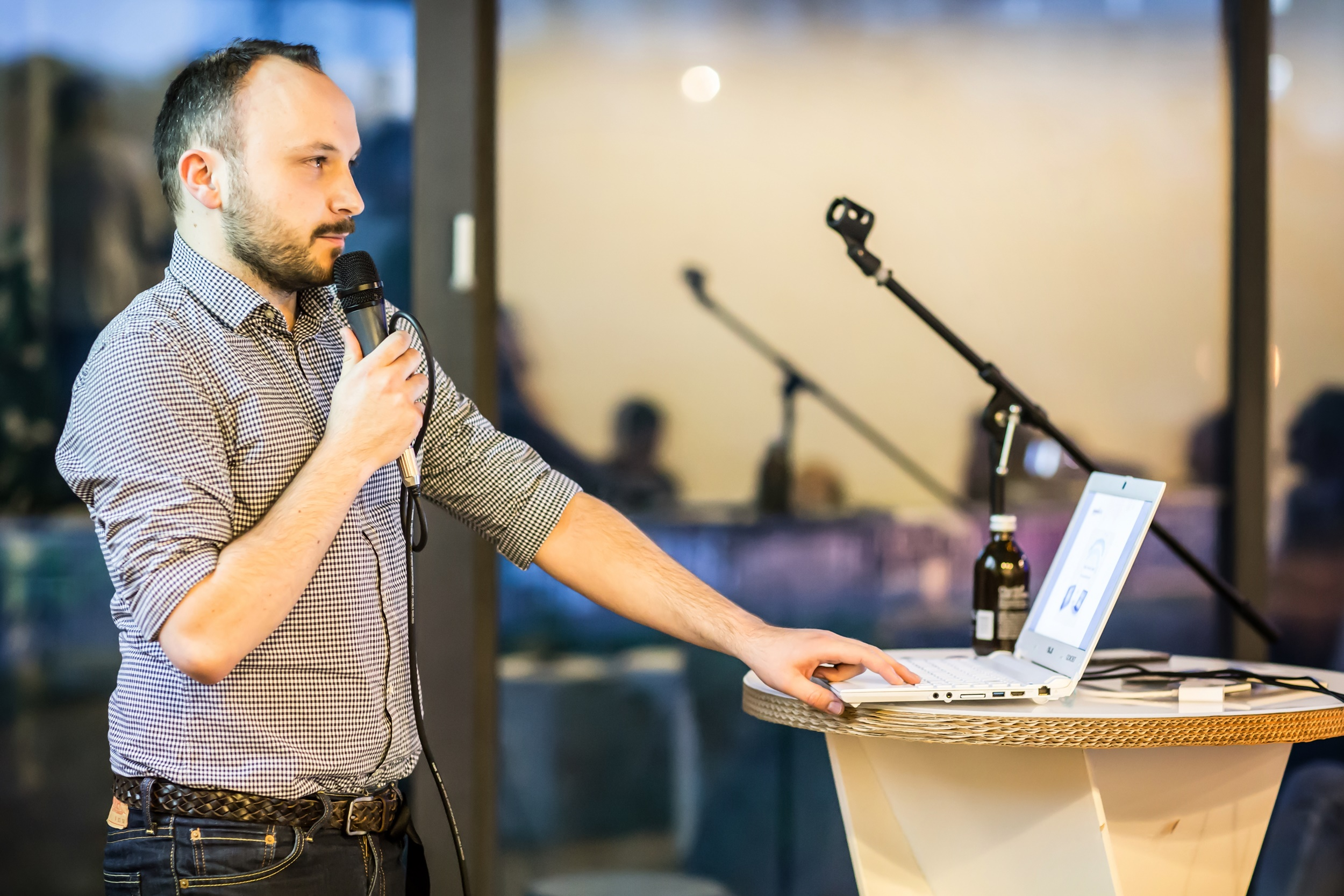
Marcus Engert (2017)

Marcus Engert (* 30. Januar 1984) ist ein deutscher Investigativjournalist.

## Leben
Engert, der im Erzgebirge aufwuchs, studierte Germanistik, Journalistik und Neuere Geschichte an der Universität Leipzig und erhielt seinen Abschluss mit einer Arbeit zur Sprache des modernen Rechtsextremismus im Netz. Während und nach dem Studium arbeitete er als freier Journalist und Autor, zunächst bei mephisto 97.6, dem Lokalradio der Universität Leipzig, als Chefredakteur, später am Leipziger Institut für Kommunikations- und Medienwissenschaft, beim BBC World Service in London, als Autor für verschiedene ARD-Anstalten und bei der Nachrichtenagentur dapd.
Von 2009 bis 2013 war er ehrenamtlicher Vorstand des Freundeskreis der Qualität in der Medienkultur e.V. Er hatte Lehraufträge an der Martin-Luther-Universität Halle-Wittenberg sowie an der Hochschule für Musik Karlsruhe (Studiengang Musikjournalismus für Rundfunk und Multimedia). Seit 2013 ist er Jury-Mitglied beim Campus Radio Preis, seit 2020 Mitglied der Hauptjury beim Deutschen Reporter:innenpreis. Er ist zudem Mitglied im Netzwerk Recherche.
Engert ist Mitgründer von detektor.fm, einem mehrfach ausgezeichneten Radiosender und Podcastlabel mit Sitz in Leipzig, als dessen Programmchef und Gesellschafter er von 2009 bis 2017 verantwortlich für Redaktion und Programm war.

## Recherchen und beruflicher Werdegang
Seit Juli 2017 war Marcus Engert „Senior Reporter“ der Redaktion BuzzFeed News Deutschland, heute „Ippen Investigativ“. Er berichtete als erster darüber, dass die Zahl verletzter Beamter beim G20-Gipfel in Hamburg 2017 deutlich niedriger gewesen sei als von der Polizei angegeben, über eine umstrittene Rede des AfD-Politikers Alexander Gauland, der darin „Stolz auf die Leistungen deutscher Soldaten in zwei Weltkriegen“ einforderte sowie über schwere Vorwürfe von Menschenrechtsverletzungen gegen den WWF.
2020 gehörte er zum internationalen Rechercheteam, welches die FinCEN Files veröffentlichte, die verdächtige Bankgeschäfte internationaler Großbanken mit hochriskanten Kunden im Umfang von 1,69 Billionen Euro nachwiesen.
Zusammen mit Aiko Kempen deckte Engert im August 2021 die bis dahin geheimgehaltene rechte Vergangenheit von Stephan Maninger auf, der als Professor an der Hochschule der Bundespolizei künftige Bundespolizisten ausbildet.
Mit Juliane Löffler und Katrin Langhans veröffentlichte Engert im Oktober 2021 Ergebnisse von Recherchen über Ex-Bild-Chefredakteur Julian Reichelt im Spiegel, nachdem der Verleger Dirk Ippen die Veröffentlichung in seinen eigenen Medien kurzfristig verhindert hatte. Zuvor war ein Protestschreiben der Redaktion „Ippen Investigativ“ öffentlich geworden und hatte für anhaltende Diskussionen gesorgt. Ippens Eingriff in die redaktionelle Unabhängigkeit führte zum Zerwürfnis zwischen Ippen und Redaktion. Im Januar 2022 wurde bekannt, dass Engert sowie Daniel Drepper, Katrin Langhans und Juliane Löffler im Laufe des Jahres geschlossen das Unternehmen verlassen werden.
Von Oktober bis Dezember 2021 arbeitete er als Arthur. F. Burns Fellow beim ICIJ in Washington, DC.
Engert ist Co-Produzent sowie Autor und Host des Storytelling-Recherche-Podcasts „The Real Bierkönig“, welcher im April 2022 auf Spotify erschien und den Fall Manfred Meisel beleuchtet. Das Format stieg innerhalb von zwei Wochen nach Veröffentlichung bis auf Platz 1 der dortigen Podcast-Charts. Zwischen 2019 und 2021 war er zudem gemeinsam mit Sandro Schroeder Podcast-Kritiker auf Übermedien.
Mitte 2022 Engert wechselte ins Investigativ-Ressort des Norddeutschen Rundfunks, wo unter anderem er für den NDR, tagesschau.de den Rechercheverbund von NDR, WDR und Süddeutscher Zeitung und in internationalen Recherche-Kooperationen arbeitete. Nach dem Aufkommen des rbb-Skandals recherchierte und veröffentlichte Engert dort u. a. zu großzügigen Ruhegeld-Regelungen für öffentlich-rechtliche Führungskräfte und zu einem teuren Beratervertrag, den der rbb mit seinem ausgeschiedenen Chefredakteur geschlossen hatte, war Teil eines Recherche-Projekts von NDR, WDR, rbb (Kontraste), SWR und dem ARD Hauptstadtstudio zu den Anschlägen auf die Nord Stream Pipelines und enthüllte Ende 2023 mit Sebastian Pittelkow die Pläne der Deutschen Bahn für Millionen-Bonuszahlungen an ihre Vorstände.
Heute ist Marcus Engert in der trimedialen Chefredaktion des Mitteldeutschen Rundfunks.

## Auszeichnungen
- Prix Europa 2023: Nominierung für die Recherche-Podcasts "Gestohlener Wald" und "Extrem Rechts" in der Kategorie "Audio Investigation"[25]
- Deutscher Radiopreis 2023: Nominierung in der Kategorie "Beste Reportage" für den Recherche-Podcast "Gestohlener Wald"[26]
- Bert-Donnepp-Preis 2022[27] (mit Juliane Löffler, Katrin Langhans, Daniel Drepper)
- Stern-Preis (vormals: Nannen Preis) 2022 in der Kategorie „Geschichte des Jahres“ (mit Juliane Löffler, Katrin Langhans, Daniel Drepper und einem Team des Spiegel[28])
- Journalist des Jahres 2021[29] (mit Juliane Löffler, Katrin Langhans, Daniel Drepper)
- Nannen Preis 2021: Shortlist in der Kategorie „Beste Investigation“ für das Team der FinCEN-Files[30]
- Arthur F. Burns Fellowship 2021 (absolviert beim ICIJ in Washington, DC)
- Ernst-Schneider-Preis 2017[31]
- „Top30 bis 30“ 2013 des Medium Magazins[32]
- Deutscher Radiopreis 2012

## Veröffentlichungen
- Verification Handbook – Das Handbuch zur Überprüfung von Desinformation und Medienmanipulation[33]